# Лазарополци
Лазаро̀полци (на македонска литературна норма: Лазарополци) са жителите на реканската мияшка паланка Лазарополе, Северна Македония. Това е списък на най-известните от тях.

## Родени в Лазарополе
А — Б — В — Г — Д —
Е — Ж — З — И — Й —
К — Л — М — Н — О —
П — Р — С — Т — У —
Ф — Х — Ц — Ч — Ш —
Щ — Ю — Я

### А
- Аврам Гулибеговски, български майстор строител[1]
- Анатоли Дамяновски (1928 – 1996), югославски политик
- Анатолий Зографски (? – 1848), български духовник, архимандрит на Зографския манастир
- Ангел Велянов, български зограф
- Александър Христовски (1933 – 2000), писател и преводач от Република Македония
- Анте Поповски (1931 – 2003), поет, есеист и публицист от Република Македония
- Антон Христов Ефремов (20 май 1916 – ?), завършил в 1942 година право в Софийския университет[2]

### В
- Васил Икономов (1848 – 1934), български учител и фолклорист
- Велян Огненов (Огнев) Даркоски, български зограф и резбар

### Г
- Георги Йосифов Дойчинов (1877 – след 1943), български революционер, деец на ВМОРО[3]
- Гюре Ников, български революционер, деец на ВМОРО, загинал преди 1918 г.[4]
- Гюрчин Кокале (1775 – 1863), български общественик

### Д
- Дабе Дойчинов, български зограф
- Димитър Арсов (1873 – 1903), учител от Лазарополе, секретар на четата на Максим Ненов

### И
- Иларион Зографски, български възрожденски духовник
- Илия Трифоновски (1870 – 1918), български учител и революционер
- Исая Мажовски (1852 – 1926), български общественик

### Й
- Йорги Киро, арестуван преди април 1904 година, осъден за „събиране на пари в полза на комитета при условие, че отделя дял за себе си“, амнистиран с общата амнистия от 12 април 1904 година[5]
- Йосиф Мажовски (1845 – 1919), български зограф

### К
- Кипро Симоновски (1873 – 1938), български революционер
- Константин Николов, български зограф, брат на Кръстьо Николов
- Кръсто Лазарополски (1789 – ?), български строител
- Кръстю Теодосиев, български общественик
- Кръстьо Николов (1839 – 1938), български зограф

### М
- Михаил Данков, български резбар от XIX век, работи в Банско[1]

### Н
- Наум Дойчинов (1828 – 1890), български резбар от рода Чучковци, работи в Серско и Драмско[1]
- Никола Аврамов (1856 – 1911), български зограф
- Никола Гьоров, български революционер от ВМОРО, четник на Стоян Донски[6]
- Никола Дарковски, български резбар от XIX век, автор на иконостаса на църквата „Света Богородица Болничка“ в Охрид в 1833 година[1]
- Никола Кокалевски (1873 – след 1943), български революционер
- Никола Кръстев, български зограф

### П
- Павел Караасанов (1869 – 1905), български революционер
- Павел Теодосиев (1886 – 1913), български духовник
- Пане Тасев, дебърски селски войвода на ВМОРО. Войвода на селската чета в родното си село.[7]
- Петър Христов, български резбар

### Р
- Рафаил Кръстев, български зограф
- Русалим Кръстев, български зограф

### С
- Симон Дракул (1930 – 1999), писател от Република Македония

### Т
- Ташко Дойчинов (1853 – 1885), български хайдутин и революционер
- Теодосий Колоски, български зограф
- Теофил Аврамов (1851 – 1884), български езкархийски наместник в Дебър
- Тихомир Йовановски (1933 – 2011), икономист от Република Македония

### Я
- Янко Илиев Ефремов (1906 – ?), български юрист, в 1931 година завършил право в Софийския университет[8]
- Яков Митров (1872 – 1959), български лекар и общественик

## Македоно-одрински опълченци от Лазарополе
- Аврам Алкушев, 1-ва рота на 9-а велешка дружина, ранен на 7 ноември 1912 година[9]
- Алекси Якимов Жиков (1877 – след 1943)[10] бозаджия с основно образование,[11] служил в 1-ва рота на 1-ва дебърска дружина;[10][11] на 28 март 1943 година, като жител на София, подава молба за българска народна пенсия, която е одобрена и пенсията е отпусната от Министерския съвет на Царство България[10]
- Ангел Марков Мартинов (1874 – след 1943), халваджия, служил в 1-а 1-а дебърска дружина,[12][13] сражавал се при Шаркьой, участник в Първата световна война от 1915 до 1918 година като войник в 62-ри пехотен полк до края на войната; на 24 февруари 1943 година като жител на Скопие подава молба за българска народна пенсия, която е одобрена и пенсията е отпусната от Министерския съвет на Царство България[14]
- Вельо (Вено) Рафев, 19-годишен, бозаджия, основно образование, 1-ва рота на 1-ва дебърска дружина, кръст „За храброст“ IV степен[15]
- Велю (Веле, Вело, Вельо) Тръпков Арсов, 20-годишен, бозаджия, основно образование, 1-ва рота на 1-ва дебърска дружина, ранен на 9 юли 1913 година, носител на орден „За храброст“ IV степен[16] Загинал през Първата световна война.[17]
- Никола Иванов Негров, 20-годишен, млекар, основно образование, 1-ва рота на 1-ва дебърска дружина.[18] Загинал през Първата световна война.[17]
- Панайот (Пандил, Пане) Андонов, 30-годишен, търговец, основно образование, 1-ва рота на 1-ва дебърска дружина, орден „За храброст“ IV степен[19]
- Софрони Анастасов, 1-ва рота на 9-а велешка дружина, носител на орден „За храброст“ IV степен[20]
- Спиро Г. Жунгулов, 37-годишен, търговец, IV клас, 2-ра рота на 9-а велешка дружина, носител на орден „За храброст“ IV степен[21]
- Тодор Атанасов, 36-годишен, основно образование, 1-ва рота на 1-ва дебърска дружина, носител на орден „За храброст“ IV степен[20]

## Други
- Голуб Янич (1853 – 1918), сръбски национален деец, по потекло от Лазарополе
- Доста Димовска (1954 – 2011), политик от Република Македония, по произход от Лазарополе
- Константин Коняров (1910 – 2002), български поет, по произход от Лазарополе
- Самуило Янич (1830 – 1899), сръбски търговец, милионер, по потекло от Лазарополе